# NGC 6798
NGC 6798 (другие обозначения — IC 1300, PGC 63171, UGC 11434, MCG 9-32-2, ZWG 281.1) — линзообразная галактика (S0) в созвездии Лебедя.
Этот объект входит в число перечисленных в оригинальной редакции «Нового общего каталога».
Галактика обладает крупномасштабным противовращающимся газовым диском. Нейтральный водород проявляет противовращение далеко за пределами звёздного диска. На расстоянии 15—20 секунд дуги от центра наблюдается кольцо, обладающее (как и диск) довольно неоднородным распределением возрастов на всём протяжении, в кольце и диске есть области как с очень старым звёздным населением, так и с молодым. Металличность звёзд в 1,5—2 раза меньше солнечной и также проявляет достаточно большой разброс.